# آلینا سولاکر
آلینا سولاکر (به ترکی استانبولی: Aleyna Solaker) متولد ۲۲ دسامبر ۱۹۹۶ بازیگر اهل ترکیه می‌باشد وی در استانبول به دنیا آمده‌است و از سن ۱۰ سالگی و از سال ۲۰۰۶ فعالیت خود را آغاز کرد.
او هم‌اکنون در دانشگاه مشغول تحصیل در رشته تئاتر می‌باشد. او به دلیل چهره زیبا در صنعت مدلینگ بیشتر فعال است.
در سال ۲۰۱۵ در سریال گلهای شکسته (غنچه‌های زخمی) در نقش مارال به ایفای نقش پرداخت. همچنین او درسال۲۰۲۰ درنقش چیچک در سریال خدمتکاران ایفای نقش کرد. بیشتر شهرت او به دلیل چهره زیبا در مدلینگ بوده‌است و پس از ایفای نقش در سریال گل‌های شکسته این شهرت افزایش یافته‌است
اسم طرفداران او سولاکریست است.
ازدیگر فیلم‌های او می‌توان به پرچم عشق در نقش طوبی اشاره کرد. آخرین کار الینا سریال خدمتگزاران ۲۰۲۰ است که دنیز بایسال و سکچین اوزدمیر نقش‌های اصلی را بر عهده دارند او با سیمای بارلاس و بهار شاهین از طریق اینستاگرام آشنا شده و با آنها دوست است او با نیل کسر دوست صمیمی است و هر دو آنها در مدلینگ بسیار فعالیت دارند او با داملا ییلماز همبازی اش در سریال گل‌های شکسته مشکل داشته که الان برطرف شده. اسم حیوان خانگی او لایم است نام دوست پسر فعلی او برک است او در ورزش‌های مانند تنیس روی میز و اسکی روی یخ مهارت دارد نام دوست صمیمی او سوده‌است او همیشه در استایل خود از رنگ سیاه استفاده می‌کند. علاقه بسیار زیادی به پدر خود دارد آلینا پوشیدن نیم تنه را دوست دارد و رنگ مورد علاقه او بنفش است. همچنین سن سی پوریاهاهانی هم به آلینا سولاکر علاقه داشت